# True BASIC
True BASIC — вариант языка программирования BASIC, произошедшего от Dartmouth BASIC, оригинального языка BASIC, изобретённого профессорами колледжа Джоном Джорджем Кемени и Томасом Юджином Курцем.

## Язык
True BASIC ведёт свою историю от ответвления Dartmouth BASIC, называемого Structured BASIC, или сокращенно SBASIC. SBASIC был выпущен между 1975 и 1976, но не был установлен в качестве основной версии BASIC в Dartmouth Time Sharing System (DTSS), которая поддерживалась в кампусе. Вскоре после этого началась разработка BASIC стандарта ANSI, в попытке объединить множество небольших вариаций языка, которые развивались в конце 1960-х и начале 1970-х. Первоначально эти усилия были сосредоточены на основе, известной как «Minimal BASIC», но с добавленными строковыми переменными, в то время как более поздняя работа была направлена на «Standard BASIC», которая была по существу SBASIC.

## Пример программы
```
 let x = 2
 let y = 3
 let z = 4
 let result = x * y + z
 print "result = "; result
 end
```